# Neto (ur. 1952)
Neto, właśc. Luís Antônio Neto (ur. 3 listopada 1952 w Guaxupe) – piłkarz brazylijski, występujący podczas kariery na pozycji środkowego obrońcy.

## Kariera klubowa
Neto karierę piłkarską rozpoczął w klubie Caldense Poços de Caldas. W latach 1976–1981 występował w Santosie FC. W lidze brazylijskiej zadebiutował 1 września 1976 w wygranym 2-1 spotkaniu z SER Caxias. Santosem zdobył mistrzostwo stanu São Paulo – Campeonato Paulista w 1978. Ostatni raz w lidze w barwach Santosu wystąpił 18 maja 1980 w przegranym 0-2 meczu z CR Flamengo.
W następnych latach występował w EC Bahia, Comercialu Campo Grande i Jabaquarze.
W 1984 występował w EC Santo André. W barwach Santo André zadebiutował w lidze 29 stycznia 1984 w wygranym 1-0 meczu z Catuense Catu. Ostatni raz w lidze Neto wystąpił 25 kwietnia 1984 w zremisowanym 1-1 meczu z Fluminense FC. Ogółem w latach 1976–1984 wystąpił w niej w 48 meczach.

## Kariera reprezentacyjna
Neto ma za sobą powołania do reprezentacji Brazylii. W 1975 uczestniczył w Copa América 1975. Na turnieju był rezerwowym i nie wystąpił w żadnym meczu. Neto nigdy nie zdołał zadebiutować w reprezentacji.